# Solid-phase extraction

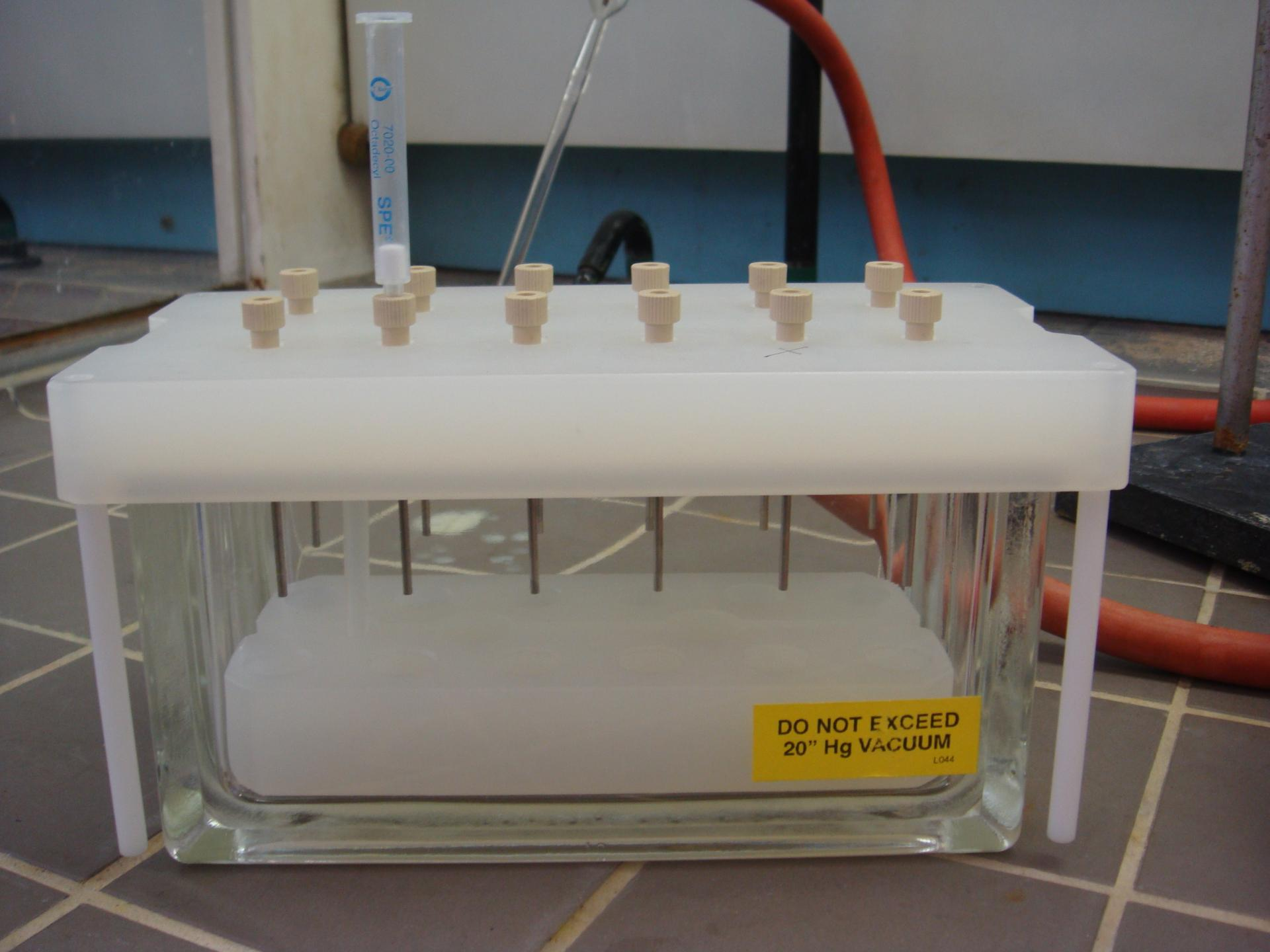
Een typische SPE-opstelling. De kolom is aangesloten op een kamer waar de door de kolom gehaalde vloeistof wordt opgevangen.

Solid-phase extraction (SPE), vertaald vastefase-extractie, is een extractiemethode waarmee op basis van fysische en chemische eigenschappen opgeloste stoffen van elkaar gescheiden kunnen worden. Deze methode wordt gebruikt om monsters te concentreren en te zuiveren uit matrices, zoals water, urine en bloed, zodat deze stoffen geanalyseerd kunnen worden, zonder interferentie met andere stoffen. Hierdoor ontstaat er een betrouwbaardere meting. Druk, vacuüm en gravitatie zijn drijfkrachten voor SPE.
Bij SPE worden stoffen gescheiden op basis van verschillen in affiniteit van deze stoffen voor de mobiele fase en de vaste stof (de stationaire fase) in een kolom. Afhankelijk van de opgeloste stof, het analyt, wordt bepaald welk soort kolom er gebruikt wordt. Door interacties met de stationaire fase zal het analyt in de kolom blijven zitten, terwijl de rest van de oplossing wordt opgevangen in een fractie. Om de gebonden stof uit de kolom te elueren wordt gebruikgemaakt van een oplosmiddel, een eluens, waarvoor het analyt een grotere affiniteit heeft dan de stationaire fase.
In de meeste gevallen blijven er ook andere verbindingen in de kolom zitten die ongeveer dezelfde affiniteiten hebben als de te analyseren stof. Om deze te kunnen scheiden van het analyt, kan er gebruikgemaakt worden van verschillende loopvloeistoffen. Door op deze manier te werken, worden er verschillende fracties verkregen.
Er kan een TLC worden gemaakt als nacontrole om te kijken of de extractie gelukt is. Hiermee is ook te zien in welke fracties het analyt te vinden is en of er eventueel nog vervuilingen aanwezig zijn.

## Vormen SPE
Er zijn een aantal vormen van SPE: Normal Phase SPE, Reversed Phase SPE en Ion Exchange SPE. Van deze drie vormen wordt de Reversed Phase het meest gebruikt. Een redelijk nieuwe vorm van SPE is de PrepTip ontwikkeld door Harvard BioSciences.

### Normal phase SPE
Bij Normal phase SPE (normalefase-SPE) wordt gebruikgemaakt van een polaire stationaire fase in de kolom. Het polaire analyt, bevindt zich vaak in een mid- tot apolaire matrix.
Retentie treedt op als gevolg van interacties tussen de polaire groepen van het analyt en de polaire groepen van het kolommateriaal, zoals vorming van waterstofbruggen en dipool-dipoolinteracties.
Veel gebruikte kolommaterialen voor Normal Phase SPE zijn LC-CN, LC-NH2 en LC-Diol. Deze silica's hebben korte alkyl-groepen met polaire groepen gebonden aan het oppervlak.
De geadsorbeerde stof kan worden geëlueerd met een oplossing met een grotere polariteit dan de matrix waarin de stof oorspronkelijk in opgelost was.

### Reversed phase SPE
Anders dan bij Normal Phase SPE wordt er bij Reversed phase (RP) SPE gebruikgemaakt van een apolaire stationaire fase. Het analyt, dat zich in een (mid)polaire matrix – zoals urine – bevindt, is (mid)polair.
Retentie van de organische analyten in polaire oplossingen komt voornamelijk door interacties, veelal vanderwaalskrachten, tussen de koolwaterstof-bindingen, van het analyt, en de functionele groepen gebonden aan het silica.
Elueren van RP SPE-kolom wordt gedaan met een apolair oplosmiddel, zoals hexaan, waardoor de interacties tussen de geadsorbeerde stof en het silica verbroken worden.
Veelgebruikte RP-kolommen zijn C-18, ENVI-18 en C-8, hoewel er meer varianten zijn.

### Ion exchange
Elektrostatische interacties tussen de positief geladen stationaire fase en het analyt zijn de basis van Ion Exchange SPE scheiding. Om ion exchange te kunnen gebruiken moeten de stationaire fase en het monster een pH-waarde hebben voor welke beide geladen zijn.

## Nieuwe methoden
De klassieke (handmatige) vorm van SPE is niet perfect. Het kost tijd en geld, bovendien kan het efficiënter. Daarom zijn er nieuwe methoden ontwikkeld voor een betere en snellere scheiding.

### PrepTip™ (Harvard BioSciences)
PrepTip is een vorm van kleinschalige SPE. Prep staat voor Precise, Rapid, Easy Purification. Het tweede deel van de naam Tip geeft aan dat de SPE-kolom de vorm heeft van een microliterpipetpunt.
Aan de wanden van de PrepTip zit een vast matrix (de stationaire fase) waar het analyt interacties mee kan ondergaan. Daarnaast blijft de Prep open zodat er geen tegendruk ontstaat. Hierdoor wordt een extractie snel, simpel en erg effectief uitgevoerd. Daarnaast is het erg betrouwbaar. Één extractie duurt slechts 30 seconden en beslaat drie stappen. De PrepTip wordt ongeveer 5 seconden in de matrix gezet. De vloeistof trekt zo de 'pipetpunt' in. Als de stationaire fase goed gekozen is blijft de gewilde stof aan de pipetpunt zitten. Vervolgens wordt de pipetpunt gewassen met een goedgekozen oplosmiddel, waar het analiet niet mee weg gespoeld wordt. Als derde stap wordt de pipet geëlueerd, ditmaal wel met een oplosmiddel waar het analiet van de stationaire fase gewassen wordt. De stof wordt opgevangen. Voor het scheiden van ingewikkelde eiwit- en peptidemonsters is een ingewikkelder protocol van toepassing.
Er zijn zowel reversed-phase- als normal-phase-PrepTips op de markt. Voor reversed phase zijn dit C4-, C8- en C18- of andere hydrofobe polymerenkolommen. Voor normal phase worden PrepTips gebruikt van silica, NH2 en CN. Deze kolommen kunnen een volume aan van 2 μl en hebben een capaciteit van 5,0 μg per PrepTip.

### Solid-phase microextraction (SPME)
SPME heeft overeenkomsten met SPE. Deze methode heeft echter geen oplosmiddel nodig. Bovendien bestaat deze methode uit slechts twee stappen. Bij SPME wordt gebruikgemaakt van een 1 tot 2 cm lange vezel bestaande uit adsorberend materiaal, zoals bijvoorbeeld carboxen, polydimethylsiloxaan en dibenylbenzeen. Dit draad bevindt zich in een buis lijkend op een injectie buis. De plunjer is naar beneden gedrukt zodat een monster in aanraking kan komen met het silicadraad, waarna de plunjer omhoog getrokken wordt zodat de vezel weer veilig in de buis komt. De analieten worden meteen geëxtraheerd en geconcentreerd op de vezel. Vervolgens kan deze vezel in de injector van een gaschromatograaf gebracht worden. Dankzij de temperatuur in de injector zullen de analieten de vezel verlaten en gescheiden worden. In plaats van gaschromatografie kan deze methode ook gebruikt worden voor HPLC, CE en massaspectrometrie.
SPME heeft als voordeel dat het relatief goedkoop is, gemakkelijk te gebruiken is en deze methode weinig tot geen oplosmiddel nodig heeft.

## SPE online/offline
SPE online is een vorm van SPE. Hierbij wordt het eluens direct gemeten met bijvoorbeeld HPLC-UV of een MS.
Offline SPE is daarentegen niet een combinatie van monstervoorbewerking en detectie en moet dus de monstervoorbewerking (extractie) eerst uitgevoerd worden, waarna de absorptie gemeten kan worden verbonden door middel van een ander apparaat zoals HPLC of GC etc.

### Voordelen en toepassing
De voordelen van SPE online is dat de monsters direct geïnjecteerd kunnen worden (zoals bijvoorbeeld urine). Bovendien gaat de uitvoering veel sneller dan offline SPE en is dit ook goedkoper.
SPE online wordt toegepast bij het scheiden van geneesmiddelen uit bijvoorbeeld urine.

## SPE-kolommen
Om SPE uit te voeren moet de juiste SPE-kolom gekozen worden. SPE-kolommen zijn verkrijgbaar in verschillende volumes : 1 ml, 3 ml, 6 ml, 12 ml, 20 ml en 60 ml. De keuze van een kolom wordt dus niet alleen bepaald door de polaire of apolaire eigenschappen van de stationaire fase. De hoeveelheid van de matrix met het opgeloste analyt bepaalt dus ook de grootte van de kolom. Soms is de hoeveelheid van de matrix groter dan 100 ml, waardoor deze kolommen niet gebruikt kunnen worden. Is de matrix tussen 100 ml en 1 liter, kan een SPE disk (SPE-schijf) worden gebruikt. Deze schijven hebben een grootte van 47 mm of 90 mm.
Naast de grootte van het volume van de kolom zijn er ook kolommen met polaire of apolaire stationaire fasen en stationaire fasen geschikt voor ion exchange.